# Nils-Johan Norenlind

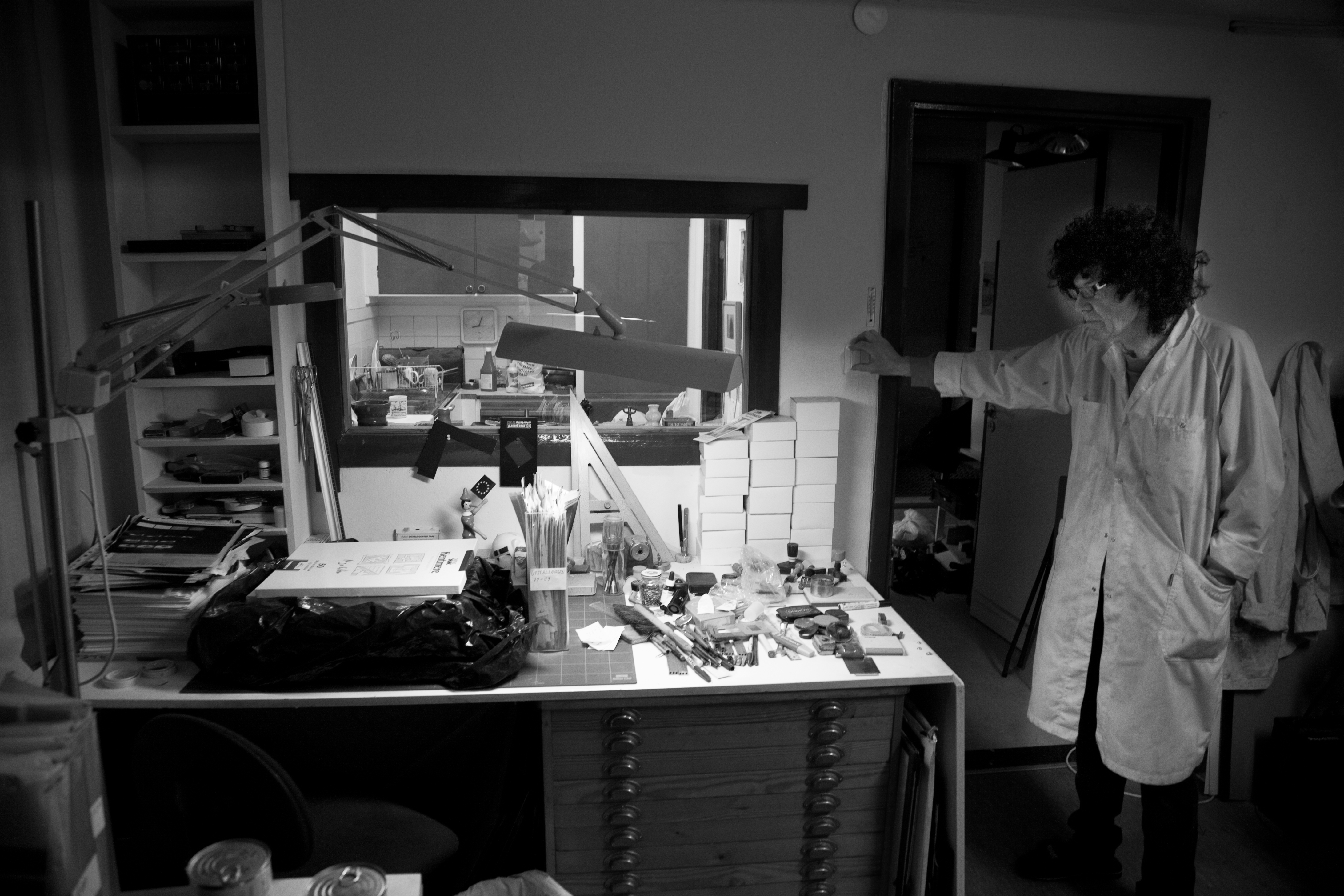
Porträtt av fotografen

Nils-Johan Norenlind, född 11 november 1943 i Hackås församling, är en svensk fotograf.

## Biografi
Norenlind flyttade till Stockholm 1963 och gick Christer Strömholms Fotoskola 1963-1965. Han anslöt sig till Tiofoto Bildbyrå AB 1965 och har därefter arbetat med egna projekt och dokumentationer i hela sitt yrkesliv.
Norenlind har dokumenterat sitt födelselän Jämtland, bland annat fjällgården Almdalen samt livet i byar som ”inte finns längre” på grund av avbefolkningen.
Han har dokumenterat flera festivaler som
- Rinkebyfestivalen, från starten 1974 till 1990 och framåt till 2008 även ett försök längre fram.
- Pridefestivalen i Stockholm 1998-2020
- Gärdetfestivalen

Han har blivit känd för sin dokumentation av ungdomsrevolten under 60-talet med grupper som mods, flower power-rörelsen, provies, hippies, utgivna i boken "Protest: ett reportage om storstadsungdom". Bilderna har blivit klassiska och långt senare sålts för betydande belopp.
Han har återkommande medverkat i Svenska Turistföreningens årsskrifter, till exempel om Stockholm 1973.
Norenlind har besökt cirka 100 olika nationer och kulturer och dokumenterat folkliv, städer, stadsmiljöer och ungdomar. Hans bilder har via internationella bildbyråer publicerats i många av världens länder och åtskilliga böcker och tidningar.

## Stipendier/utmärkelser
- 1967 – KW Gullers stipendium, utställning Mods på Moderna museet[2][6]
- 1968 -  Statens lilla konstnärsstipendium  4000 kr
- 1971  - Statens stora konstnärsstipendium 12000 kr
- 1974 – Författarfondens 5-åriga stipendium, 96000 kr
- 1979 – Författarfondens 2-åriga stipendium, 60000 kr
- 1981 -  Fotograficentrums bildtidning nr 2, presentation
- 1981 – Postens jubileumsfrimärke av FN proklamerade handikappsåret, ”blind pojke”[7]
- 1998 - Författarfondens resestipendium, 25 000 kr
- 1998 - Fotokopieringsfondens stipendium  10000 kr
- 2011 - Contemporary design 561 Bukowski, presentation

## Utställningar (i urval, flera utställare)
- 1967          Världsutställningen i Montreal, Kanada (svenska paviljongen)
- 1967         ”Unga fotografer”, Moderna museet i Stockholm, KW Gullers
- 1968         ”Skandinavische Hauptstädte” (ungdomsrevolten på 60-talet),Kiel, Tyskland
- 1969         Utställningen enligt ovan visades i samtliga skandinaviska huvudstäder
- 1970          ”68” på Galleri Gauss, Stockholm (ungdomsrevolten)
- 1978          ”The family of children” i England, 218 fotografer blev utvalda från 70 länder
- 1985          ”Med sikte på verkligheten”, Kulturhuset,Fotograficentrum 10-årsjubileum Stockholm (ungdomsrevolten)
- 1993          ”Årets bilder”, Pressfotografernas klubbs tävling, Karlstad
- 1990          ”Arbete pågår 1990”, bok/utställning, Hasselblads centrum
- 2013          ”I want to hold your hand”, 55 bilder på Borås Konstmuseum (ungdomsrevolten)
- 2014          ”Mellan verkligheter”, utställning/bok ISBN 978-91-7843-4183